# 石橋大吉
石橋 大吉（いしばし だいきち、本名：石橋 操（いしばし みさお）、1932年（昭和7年）1月7日 ‐ 2022年〈令和4年〉8月26日） は、日本の元政治家。位階勲等は従四位勲二等。元衆議院議員（通算4期）。

## 経歴・政歴
島根県松江市出身。安来第二中学校卒業。
卒業後、公務員として奉職するかたわら労働運動に加入。島根県労働組合評議会議長、自治労島根県本部委員長等を歴任。
1980年の第12回参議院議員通常選挙及び1983年の第13回参議院議員通常選挙に、日本社会党公認で島根県選挙区から立候補するが、いずれも落選。1986年に行われた第38回衆議院議員総選挙に日本社会党公認で旧島根県全県区から立候補し、初当選を果たす。以後4期連続当選。2期目までは石橋操の名で活動していたが、1993年以降、石橋大吉に改名して活動した。
1996年、民主党結党に参加。小選挙区制施行後は島根県第1区を地盤とした。
議員在任中は労働委員会等に所属し日本社会党国会対策副委員長、民主党島根県連特別代表等を務めた。中海干拓事業についても反対の姿勢を示していた。
2000年の第42回衆議院議員総選挙では支持基盤が重なる元参議院議員の岩本久人が無所属の会から立候補したことから苦戦し、自民党から立候補した細田博之に敗れ比例復活もできず落選。その後、引退を表明した。その後、2005年まで民主党島根県連代表を務めた。
2002年（平成14年）の春の叙勲で勲二等に叙され、瑞宝章を受章する。
2022年8月26日20時45分、急性肺炎のため、松江市内の病院で死去した。90歳没。死没日付で従四位に叙された。

## 政策
- 選択的夫婦別姓制度導入に賛同[4]。

## 栄典
- 2002年（平成14年）4月29日 - 勲二等瑞宝章[2]
- 2022年（令和4年）8月26日 - 従四位[1]